# St. Regis Hotels & Resorts
St. Regis Hotels & Resorts – amerykańska sieć hotelowa należąca do Marriott International. Do sieci należy 50 hoteli z łącznie 11 218 pokojami (31 grudnia 2021).

## Historia
W 1904 amerykański przedsiębiorca John Jacob Astor IV otwiera pierwszy hotel The St. Regis New York w Stanach Zjednoczonych, w Nowym Jorku. Hotel był zaawansowany technologicznie, każdy pokój posiadał własny telefon.

## Hotele
Do sieci należy 587 hoteli na całym świecie, w tym pięć hoteli w Europie. W Polsce hotele St. Regis nie występują (10 lutego 2023).

### Afryka
- Egipt

| • The St. Regis Almasa Hotel | • The St. Regis Cairo |

### Ameryka Północna
- Kanada

- The St. Regis Toronto

- Stany Zjednoczone

- Kalifornia

- The St. Regis San Francisco

- Kolorado

| • St. Regis Residence Club, Aspen | • The St. Regis Aspen Resort |

- Floryda

- The St. Regis Bal Harbour Resort

- Georgia

- The St. Regis Atlanta

- Illinois

- The St. Regis Chicago

- Nowy Jork

- The St. Regis New York

- Teksas

- The St. Regis Houston

- Utah

- The St. Regis Deer Valley

- Waszyngton

- The St. Regis Washington, D.C.

### Ameryka Środkowa & Karaiby
- Bermudy

| • The Residences at The St. Regis Bermuda | • The St. Regis Bermuda Resort |

- Meksyk

| • The St. Regis Kanai Resort, Riviera Maya | • The St. Regis Mexico City | • The St. Regis Punta Mita Resort |

- Portoryko

- The St. Regis Bahia Beach Resort, Puerto Rico

### Azja
- Chiny

| • The St. Regis Beijing   | • The St. Regis Lhasa Resort            | • The St. Regis Shanghai, Jingan |
| • The St. Regis Changsha  | • The St. Regis Macao                   | • The St. Regis Shenzhen         |
| • The St. Regis Chengdu   | • The St. Regis Qingdao                 | • The St. Regis Tianjin          |
| • The St. Regis Hong Kong | • The St. Regis Sanya Yalong Bay Resort | • The St. Regis Zhuhai           |

- Indie

- The St. Regis Goa Resort
- The St. Regis Mumbai

- Indonezja

- The St. Regis Bali Resort
- The St. Regis Jakarta

- Japonia

- The St. Regis Osaka

- Kazachstan

- The St. Regis Astana

- Malediwy

- The St. Regis Maldives Vommuli Resort

- Malezja

| • The St. Regis Kuala Lumpur | • The St. Regis Langkawi |

- Polinezja Francuska

- The St. Regis Bora Bora Resort

- Singapur

- The St. Regis Singapore

- Tajlandia

- The St. Regis Bangkok

### Bliski Wschód
- Arabia Saudyjska

- The St. Regis Red Sea Resort
- The St. Regis Riyadh

- Jordania

- The St. Regis Amman

- Katar

- The St. Regis Doha
- The St. Regis Marsa Arabia Island, The Pearl Qatar

- Zjednoczone Emiraty Arabskie

| • The St. Regis Abu Dhabi | • The St. Regis Downtown Dubai | • The St. Regis Dubai, The Palm | • The St. Regis Saadiyat Island Resort, Abu Dhabi |

### Europa
- Hiszpania: Palma, The St. Regis Mardavall Mallorca Resort
- Turcja: Stambuł, The St. Regis Istanbul
- Włochy: Florencja, The St. Regis Florence; Rzym, The St. Regis Rome; Wenecja, The St. Regis Venice